# انیماتریکس
انیماتریکس (به ژاپنی: アニマトリックス animatorikkusu، به انگلیسی: The Animatrix) یک فیلم ویدئویی چند قسمتی آمریکایی-ژاپنی محصول سال ۲۰۰۳ که به‌طور مستقیم برای ویدئو خانگی منتشر شده و بر پایه مجموعه ماتریکس، و به تهیه‌کنندگی واچوفسکی‌ها ساخته شده‌است. این فیلم متشکل از ۹ فیلم کوتاه به صورت پویانمایی می‌باشد، که به صورت داستان‌هایی در قالب قسمت‌های ۴ الی ۸ دقیقه پاسخ‌هایی تکمیلی برای فیلم ماتریکس قرار می‌دهد و به صورتی مکمل ماتریکس می‌باشد به‌صورتی که شما در قسمت ۲ و ۳ (رنسانس اول و دوم) به موضوع چگونگی شکل‌گیری ماتریکس و پیداش ربات‌ها پی می‌برید و در قسمتهای دیگر پاسخ چند سؤال ذهنیتان را دریافت می‌کنید.